# Альма и Оскар
«Альма и Оскар» (нем. Alma und Oskar) — биографический художественный фильм 2022 года режиссёра Дитера Бернера о страстных и бурных отношениях между дамой венского общества Альмой Малер (Эмили Кокс) и австрийским художником Оскаром Кокошкой (Валентин Постльмайр).

## Сюжет
Действия происходят в Вене, весной 1912 года. Недавно овдовевшая Альма Малер, известная светская дама, соблазняет Enfant Terrible венской художественной сцены, молодого художника Оскара Кокошку. Небольшое сексуальное приключение оборачивается бурным романом. Оскар считает Альму своей музой, которая больше служит его мужским фантазиям, чем реальности. Сама Альма — композитор. Одержимое стремление Оскара сделать эту женщину своей ставит под угрозу её мечту добиться успеха самостоятельно. Возникает игра власти и зависимости, которая ведет Альму и Оскара на грань самоуничтожения.

## В ролях
- Эмили Кокс — Альма Малер
- Валентин Постльмайр — Оскар Кокошка
- Таня Паугофова — Лилли Лизер
- Антон фон Лукке — Вальтер Гропиус
- Вильфрид Хоххолдингер — Адольф Лоос
- Вирджиния В. Хартманн — Бесси Брюс
- Джеральд Вотава — Петер Альтенберг
- Корнелиус Обония — Франц Фердинанд
- Мехмет Атешчи — Бруно Вальтер
- Марчелло де Нардо — Густав Малер

## История создания
Съемки проходили в августе 2021 года в течение 33 дней с 14 апреля до 10 июня. Локации для съёмок располагались в Вене, Нижней Австрии, Праге, Шлезвиг-Гольштейне и Швейцарии. Одним из мест съемок стал промышленный район Вальцмюле во Фрауэнфельде в кантоне Тургау.

## Релиз
Премьера состоялась в ноябре 2022 года на Индийском международном кинофестивале, в Швейцарии фильм был показан в январе 2023 года на кинофестивале в Золотурне. Фильм был представлен на Diagonale в Граце в конце марта 2023 года. В конце июня 2023 года фильм был показан на Мюнхенском кинофестивале. Кинотеатральный релиз состоялся 6 июля 2023 года.